# Portugal i olympiska sommarspelen 1912
Portugal deltog med sex deltagare vid de olympiska sommarspelen 1912 i Stockholm. Ingen av landets deltagare erövrade någon medalj.
På avslutningsdagen avled den portugisiske maratonlöparen Francisco Lázaro av värmeslag, som han drabbats av under maratonloppet.